# Калика (спътник)
Вижте пояснителната страница за други значения на Калика.
Калика е естествен спътник на Юпитер. Открит е от екипа от астрономи Скот Шепърд, Дейвид Джуит, Янга Фернандез и Юджийн Маниер на 25 ноември 2000 г. Първоначалното означение на спътника е S/2000 J 2. Спътникът носи името на фигурата от древногръцката митология Калика.
Калика е малко по размери тяло с диаметър от 5,2 km и се намира на ретроградна орбита около Юпитер. Принадлежи към групата на Карме.